# Sidney (Montana)
Sidney – miasto w Stanach Zjednoczonych, w stanie Montana, siedziba administracyjna hrabstwa Richland.